# Jasyn-Sokan
Jasyn-Sokan (ros. Ясын-Сокан) – wieś w Rosji, w obwodzie astrachańskim, w rejonie krasnojarskim. W 2021 liczyła 569 mieszkańców.